# Ліль Даґовер
Марія Антонія Сігелінда Марта Зойферт, відома як Ліль Даґовер (нім. Lil Dagover; 30 вересня 1887, Мадіун, Ява, Голландська Індія — 23 січня 1980, Мюнхен) — німецька акторка театру і кіно, письменниця. Зіграла у 121 кіно- та телефільмі.

## Життя і творчість
Народилася в сім'ї чиновника лісового господарства нідерландської колоніальної адміністрації в Ост-Індії. Батьки за національністю були нідерландцями. Коли їй було 10 років, сім'я переїхала до Європу, проживала у Німеччині і в Швейцарії. Середню освіту здобула в Тюбінгені. У 1913 році одружилася з актором Фріцом Даґофером і з його прізвища створила свій мистецький псевдонім. У 1914 році народила доньку Єву.
Завдяки зв'язкам чоловіка потрапила у світ кіно. Першу помітну роль отримала у 1916 році. У 1919-му знялася в двох фільмах Фріца Ланга. Велику популярність принесла їй головна жіноча роль у фільмі Роберта Віне «Кабінет доктора Калігарі». Пізніше Ліль Даґовер знялася в численних німих фільмах 1920-х, поставлених режисерами Фріцем Лангом, Фрідріхом Вільгельмом Мурнау та іншими майстрами, в яких втілювала амплуа «світської пані».
У 1920 Ліль Даґовер розлучилася з Фріцем Даґофером. У 1926 одружилася з кінопродюсером Георгом Віттом.
Паралельно зі зйомками в кіно багато працює в театрі — зокрема, у Макса Рейнхардта в берлінському Deutsches Theater, бере участь у щорічних Зальцбурзький фестивалях.
Кар'єра Ліль Даґовер була успішною і в Німеччині періоду Третього рейху, і у післявоєнний час. Великим успіхом стала роль у поставленому в 1961 році за новелою Едгара Воллеса фільмі «Дивна графиня». Ліль Даґовер грала в кіно аж до кінця 1970-х.
Похована на Лісовому кладовищі у Грюнвальді під Мюнхеном.

## Обрана фільмографія
Ліль Даґовер зіграла у 121 кіно- та телефільмі.
| 1913 |  | Танець змії                                  |  |                              |  |  |
| 1919 |  | Харакірі                                     |  | О-Таке-сан                   |  |  |
| 1920 |  | Доктор Мабузе, гравець                       |  | епізод                       |  |  |
| 1920 |  | Кабінет доктора Калігарі                     |  | Джейн                        |  |  |
| 1921 |  | Втомлена Смерть                              |  |                              |  |  |
| 1922 |  | Примара                                      |  | Марія Старк                  |  |  |
| 1924 |  | Комедія серця                                |  | Ґерда Верска                 |  |  |
| 1925 |  | Тартюф                                       |  | фрау Ельміра                 |  |  |
| 1928 |  | Граф Монте-Крісто                            |  | Мерсе́дес                     |  |  |
| 1930 |  | Білий диявол                                 |  | Нелідова                     |  |  |
| 1931 |  | Конгрес танцює                               |  | графиня                      |  |  |
| 1931 |  | Єлизавета Австрійська                        |  | Єлизавета Австрійська        |  |  |
| 1931 |  | Випадок Генерального штабу — полковник Редль |  |                              |  |  |
| 1932 |  | Танцівниця із Сан-Сусі                       |  | Барберіна Кампаніні          |  |  |
| 1935 |  | Продавець птахів                             |  |                              |  |  |
| 1935 |  | Леді Віндермерс                              |  |                              |  |  |
| 1936 |  | Фредерікус                                   |  |                              |  |  |
| 1937 |  | Крейцерова соната                            |  |                              |  |  |
| 1938 |  | Світ зірок                                   |  |                              |  |  |
| 1940 |  | Фрідріх Шиллер — Тріумф генія                |  | Франциска фон Гогенгейм      |  |  |
| 1940 |  | Бісмарк                                      |  | королева Еугенія             |  |  |
| 1948 |  | Сини пана Гаспара                            |  | Марго фон Корф               |  |  |
| 1949 |  | З коханням не граються                       |  | Флорентіна Анвеслебен        |  |  |
| 1953 |  | Королівська величність                       |  | графиня Льовенжу             |  |  |
| 1955 |  | Осінні троянди                               |  | місіс фон Брієст             |  |  |
| 1956 |  | Остання любов принца Рудольфа                |  |                              |  |  |
| 1959 |  | Будденброки                                  |  | Елізабет Будденброк          |  |  |
| 1961 |  | Дивна графиня                                |  | Графиня / леді Леонора Морон |  |  |
| 1971 |  | Пішохід                                      |  | фрау Есченлор                |  |  |
| 1975 |  | Карл Май                                     |  | Берта фон Шуттнер            |  |  |
| 1975 |  | Суддя та його кат                            |  | матір Гастмана               |  |  |
| 1979 |  | Казки Віденського лісу                       |  | Гелена                       |  |  |

## Галерея

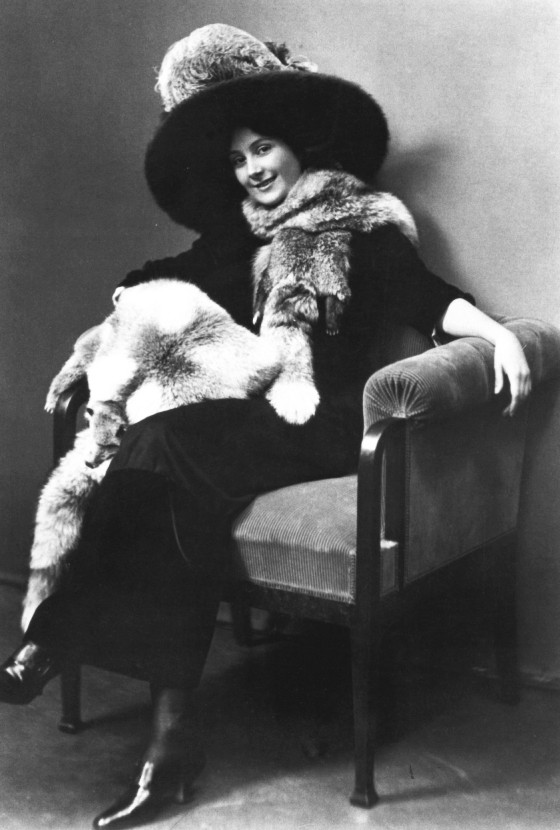
Ліль Даґовер (1913), фото Louis Held[en]
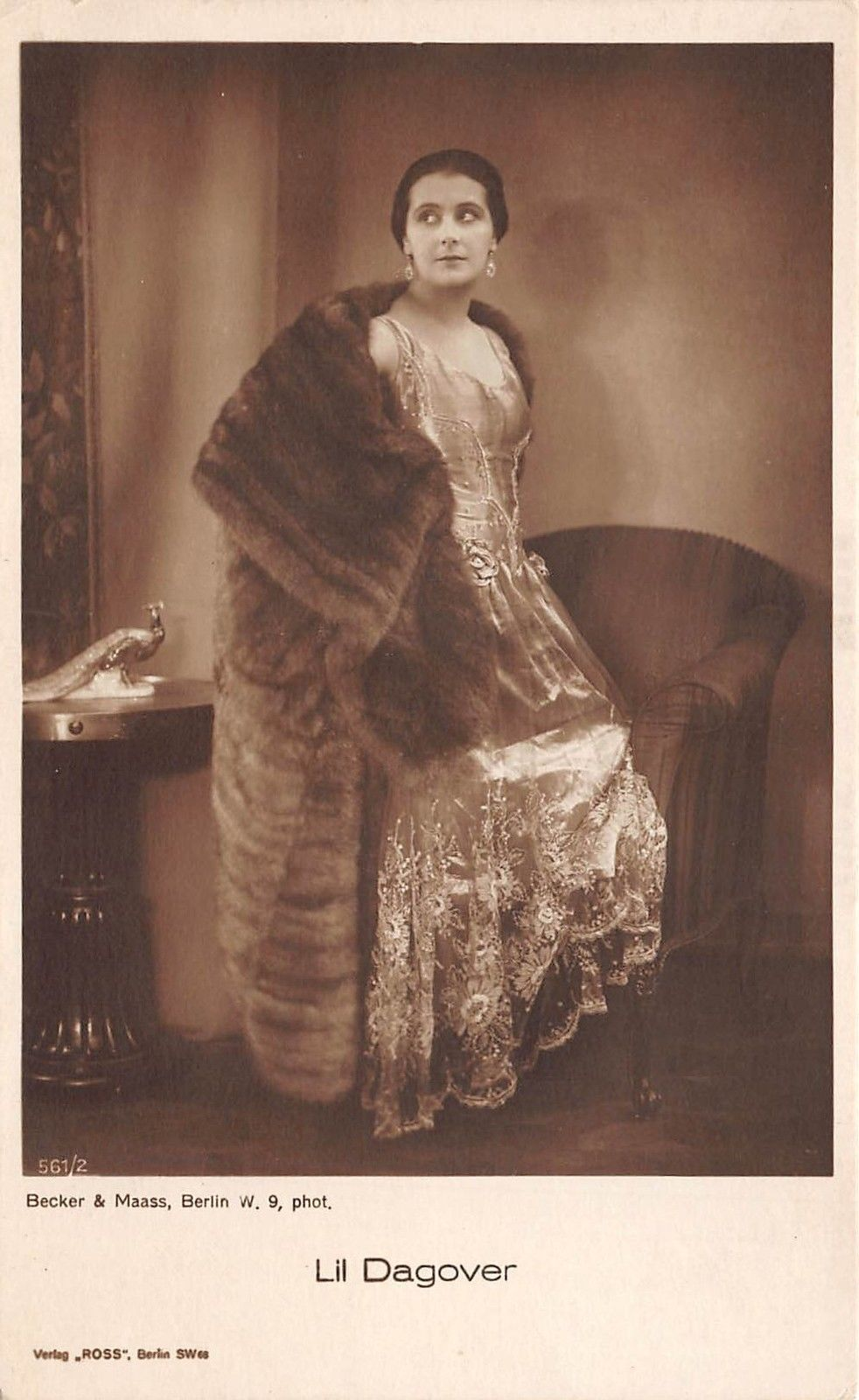
Ліль Даґовер (1924), фото Otto Becker & Heinrich Maaß
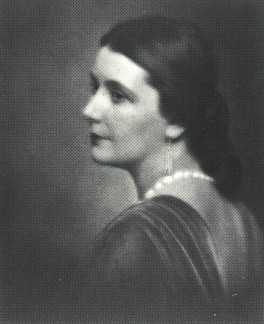
Ліль Даґовер (1925), фото Никола́ Першайда[en]
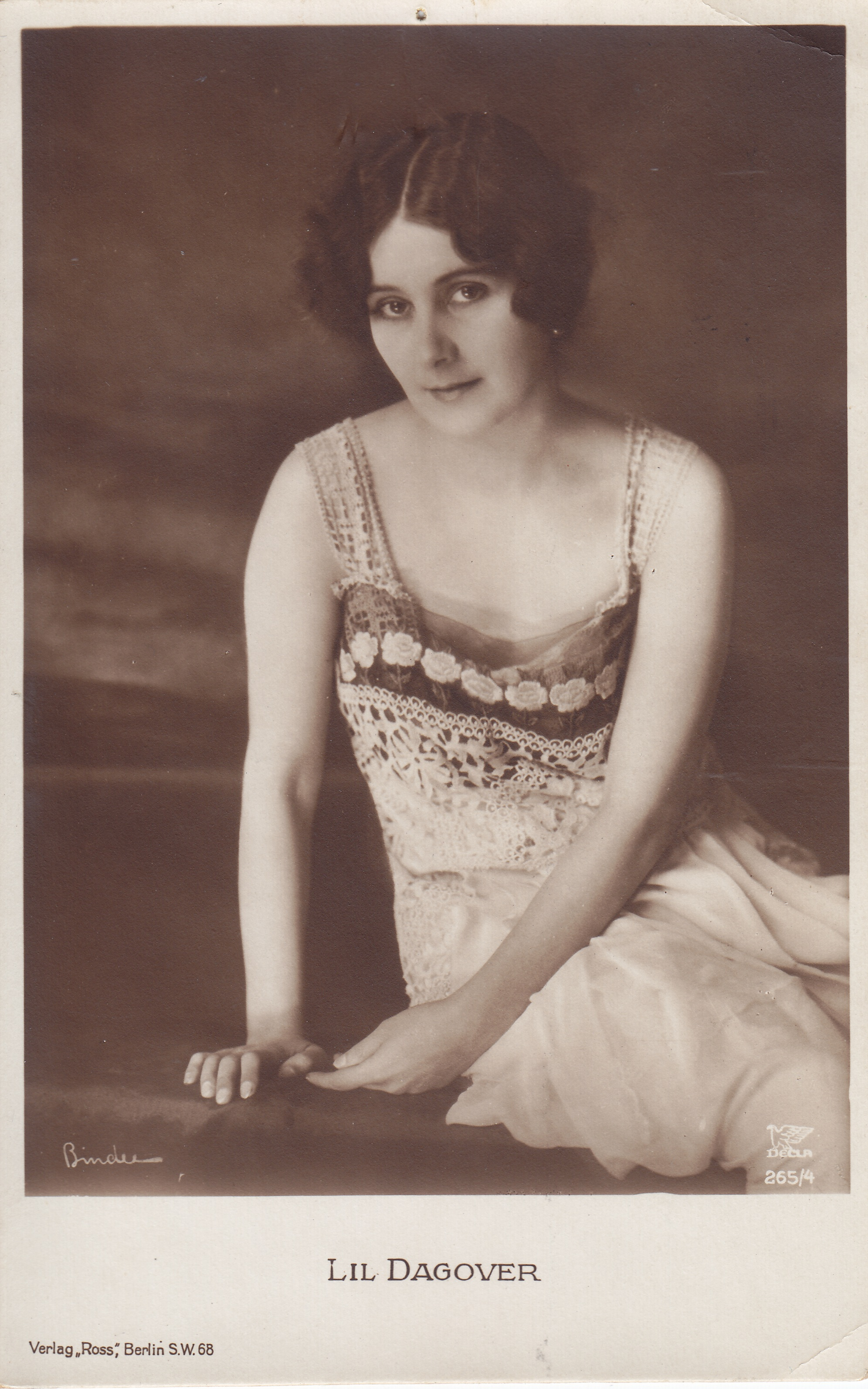
Ліль Даґовер, фото Александра Біндера

## Нагороди
- 1937 — Ліль Даґовер отримала звання «державної акторки» (Staatsschauspielerin), вищої відзнаки для митців у нацистській Німеччині
- 1944 — нагороджена Військовим хрестом за заслуги — за виступи перед німецькими солдатами на Східному фронті і на Нормандських островах у 1943-1944
- 1954 — «Срібна кінострічка» — за виконання головної жіночої ролі у фільмі «Королівська величність»
- 1962 — «Золота кінострічка» — за заслуги перед німецьким кінематографом
- 1964 — премія Бамбі
- 1967 — нагороджена Великим хрестом ордена «За заслуги перед ФРН»